# UNOS
Unternehmerisches Österreich (UNOS) sind ein österreichischer Wirtschaftsverband und die Interessenvertretung der NEOS (Das Neue Österreich und Liberales Forum) in der Wirtschaftskammer Österreich. Bundesobmann ist Michael Bernhard, Stellvertreter ist Markus Hofer.

## Ziele
Als Zweck des Vereins führen UNOS in ihren Statuten unter anderem die Verbesserung der beruflichen Interessenvertretungen sowie ein Einwirken auf die Rahmenbedingungen für Unternehmer im Sinne der Werte des Liberalismus und der unternehmerischen Freiheit an. Ordentliche Mitglieder können sowohl Unternehmer als auch Angestellte mit unternehmerischer Verantwortung sein. Ziele des Verbands sind Bürokratieabbau, Senkung der Lohnnebenkosten, Senkung der Abgabenquoten und Vereinfachung des Abgabensystems.

## Geschichte

### 2014
Gründung des Vereins „UNOS - Unternehmerisches Österreich“ am 22. Juli 2014.

### 2015
Bei den Wirtschaftskammerwahlen 2015 von 23. bis 26. Februar kandidierte erstmals UNOS. Österreichweit erreichten die Unos bei der Wirtschaftskammerwahl 2,0 % der Stimmen und 76 Mandate in den Fachgruppenausschüssen.

### 2020
UNOS gewann 0,7 Punkte auf 2,7 Prozent der Stimmen und 120 Mandate. UNOS sind seither in verschiedenen Fachorganisationen der Wirtschaftskammer und in den fünf Wirtschaftsparlamenten in Vorarlberg, Tirol, Oberösterreich, Wien und Österreich vertreten.

### 2025
Die Organisation trat bei den Wirtschaftskammerwahlen 2025 als „UNOS – Team Unternehmensfreude (NEOS)“ an und konnte ihr Ergebnis gegenüber den Wahlen 2020 auf 5,3 Prozent der Stimmen verdoppeln. UNOS ist seither nicht nur im Bundeswirtschaftsparlament, sondern auch in allen Landeswirtschaftsparlamenten außer im Burgenland vertreten.

## Struktur
UNOS sind laut Statuten sowohl auf Bundes- als auch auf Landesebene tätig. Bei der Generalversammlung am 9. März 2024 wurden folgende Mitglieder in den UNOS-Bundesvorstand gewählt: Der bisherige UNOS-Bundessprecher, Unternehmer und NEOS-Nationalratsabgeordnete Michael Bernhard, sein Stellvertreter Markus Hofer sowie die Vorstandsmitglieder Jürgen Margetich, Engin Alkan, Marina Stütz und Bettina Perlot.
Ehemalige UNOS-Bundessprecher sind NEOS-Gründungsmitglied und Speedinvest-Mitbegründer Michael Schuster und der Gastronom und Politiker Sepp Schellhorn.

## Wirtschaftskammer-Kritik
Im Juli 2023 sprach „Michael Bernhard von einem ‚unmoralischen Geschäftsmodell‘ [der WKO]. Bei den Beiträgen müsse ‚sofort der Reset-Button gedrückt werden‘. Er forderte die Abschaffung der Kammerumlage 2, andere Umlagen seien auszusetzen oder zumindest deutlich zu reduzieren. Die Mitgliedschaft bei der Kammer sollte zudem freiwillig sein.“
Im Juni 2024 haben UNOS eine Bürgerinitiative zur Abschaffung der Pflichtmitgliedschaft in der Wirtschaftskammer im Petitionsausschuss im Parlament eingebracht.